# Jurij Kaszkarow
Jurij Fiodorowicz Kaszkarow (ros. Юрий Фёдорович Кашкаров; ur. 4 grudnia 1963 w Chanty-Mansyjsku) – rosyjski biathlonista reprezentujący ZSRR i Białoruś, mistrz olimpijski i wielokrotny medalista mistrzostw świata.

## Kariera
Pierwsze sukcesy w karierze osiągnął w 1982 roku, zdobywając trzy medale podczas mistrzostw świata juniorów w Mińsku. Zwyciężył tam w biegu indywidualnym, był trzeci w sprincie i drugi w sztafecie. Na rozgrywanych rok później mistrzostwach świata juniorów w Anterselvie był najlepszy w sprincie.
W 1983 roku wziął też udział w mistrzostwach świata w Anterselvie, gdzie razem z Siergiejem Bułyginem, Algimantasem Šalną i Piotrem Miłoradowem zwyciężył w sztafecie. Zajął tam też siódme miejsce w biegu indywidualnym. Złoto w sztafecie zdobył również razem z Šalną, Bułyginem i Andriejem Zienkowem podczas mistrzostw świata w Ruhpolding w 1985 roku oraz podczas mistrzostw świata w Oslo rok później, gdzie sztafeta ZSRR wystąpiła w składzie: Dmitrij Wasiljew, Jurij Kaszkarow, Walerij Miedwiedcew i Siergiej Bułygin. W Ruhpolding zdobył ponadto złoty medal w biegu indywidualnym, wyprzedzając Franka-Petera Roetscha z NRD i Tapio Piipponena z Finlandii.
Podczas mistrzostw świata w Lake Placid w 1987 roku w startach indywidualnych plasował się w czołowej dziesiątce, jednak nie stanął na podium. W biegu indywidualnym był piąty, a w sprincie zajął szóste miejsce. Ponadto w sztafecie razem z Wasiljewem, Miedwiedcewem i Aleksandrem Popowem zdobył srebrny medal. Kolejne trzy medale wywalczył na mistrzostwach świata w Feistritz w 1989 roku. Najpierw reprezentacja ZSRR w składzie: Jurij Kaszkarow, Siergiej Czepikow, Aleksandr Popow i Siergiej Bułygin zwyciężyła w biegu drużynowym. Następnie był trzeci w sprincie, przegrywając jedynie z Frankiem Luckiem z NRD i Eirikiem Kvalfossem z Norwegii. Ponadto wraz z kolegami z reprezentacji był też drugi w sztafecie.
Ostatni medal w zawodach tego cyklu wywalczył w 1991 roku, kiedy na mistrzostwach świata w Lahti wspólnie z Popowem, Czepikowem i Siergiejem Tarasowem zajął po raz kolejny drugie miejsce w sztafecie. Był też między innymi czwarty w biegu drużynowym i indywidualnym podczas mistrzostw świata w Oslo/Mińsku w 1990 roku. W zawodach indywidualnych walkę o podium przegrał z kolejnym rodakiem, Anatolijem Żdanowiczem.
W 1984 roku wystartował na igrzyskach olimpijskich w Sarajewie, zajmując 35. miejsce w biegu indywidualnym oraz dziesiąte w sprincie. Razem z Wasiljewem, Šalną i Bułyginem zdobył złoty medal w sztafecie. Brał również udział w igrzyskach w Calgary cztery lata później, gdzie zajął 18. miejsce w sprincie, a w biegu indywidualnym był piąty.
W zawodach Pucharu Świata zadebiutował 23 lutego 1983 roku w Anterselvie, zajmując siódme miejsce w biegu indywidualnym. Tym samym już w swoim debiucie zdobył pierwsze punkty. Na podium zawodów tego cyklu pierwszy raz stanął 1 marca 1983 roku w Oberhofie, odnosząc zwycięstwo w tej samej konkurencji. W kolejnych startach jeszcze dziesięć razy plasował się w czołowej trójce, odnosząc sześć zwycięstw: 14 lutego 1985 roku w Ruhpolding ponownie triumfował w biegu indywidualnym, a 12 stycznia 1985 roku w Mińsku, 21 lutego 1987 roku w Canmore, 19 stycznia 1990 roku w Anterselvie, 27 stycznia 1990 roku w Ruhpolding i 3 lutego 1990 roku w Walchsee był najlepszy w sprintach. Najlepsze wyniki osiągnął w sezonie 1984/1985, kiedy zajął drugie miejsce w klasyfikacji generalnej. Rozdzielił wtedy Franka-Petera Roetscha i Petera Angerera z RFN. Ponadto w sezonie 1989/1990 zwyciężył w klasyfikacji sprintu.
Był mistrzem ZSRR w biegu indywidualnym i sztafecie (1986) oraz w sprincie i patrolu wojskowym (1987).
W 1984 roku został odznaczony Orderem „Znak Honoru” oraz otrzymał tytuł Zasłużonego Mistrza Sportu ZSRR.
Po zakończeniu kariery pracował jako trener. Prowadził między innymi męską reprezentację Rosji w latach 1998-2000 oraz Austrii w latach 2000-2004.

## Osiągnięcia

### Igrzyska olimpijskie
| Rok  | Miejscowość | Konkurencje | Konkurencje | Konkurencje | Konkurencje | Konkurencje | Konkurencje | Konkurencje |
| Rok  | Miejscowość | IN          | SP          | PU          | MS          | RL          | MR          | SR          |
| ---- | ----------- | ----------- | ----------- | ----------- | ----------- | ----------- | ----------- | ----------- |
| 1984 | Sarajewo    | 35.         | 10.         | nd.         | nd.         | 1.          | nd.         | –           |
| 1988 | Calgary     | 5.          | 18.         | nd.         | nd.         | –           | nd.         | –           |

### Mistrzostwa świata
| Rok  | Miejscowość | Konkurencje | Konkurencje | Konkurencje | Konkurencje | Konkurencje | Konkurencje | Konkurencje |
| Rok  | Miejscowość | IN          | SP          | PU          | MS          | RL          | MR          | SR          |
| ---- | ----------- | ----------- | ----------- | ----------- | ----------- | ----------- | ----------- | ----------- |
| 1983 | Anterselva  | 7.          | –           | nd.         | nd.         | 1.          | nd.         | –           |
| 1985 | Ruhpolding  | 1.          | 12.         | nd.         | nd.         | 1.          | nd.         | –           |
| 1986 | Oslo        | 6.          | 28.         | nd.         | nd.         | 1.          | nd.         | –           |
| 1987 | Lake Placid | 5.          | 6.          | nd.         | nd.         | 2.          | nd.         | –           |
| 1989 | Feistritz   | –           | 3.          | nd.         | nd.         | 2.          | nd.         | –           |
| 1990 | Oslo/Mińsk  | 4.          | 11.         | nd.         | nd.         | 5.          | nd.         | –           |
| 1991 | Lahti       | –           | 12.         | nd.         | nd.         | 2.          | nd.         | –           |

### Puchar Świata

#### Miejsca w klasyfikacji generalnej
| Sezon     | Miejsce |
| --------- | ------- |
| 1982/1983 | 25.     |
| 1983/1984 | 12.     |
| 1984/1985 | 2.      |
| 1985/1986 | 10.     |
| 1986/1987 | 14.     |
| 1987/1988 | 47.     |
| 1988/1989 | 14.     |
| 1989/1990 | 6.      |
| 1990/1991 | 30.     |
| 1992/1993 | 70.     |

#### Miejsca na podium chronologicznie
| Lp. | Dzień       | Rok  | Miejscowość | Konkurencja                | Lokata | Pudła   | Czas biegu | Strata  | Zwycięzca           |
| --- | ----------- | ---- | ----------- | -------------------------- | ------ | ------- | ---------- | ------- | ------------------- |
| 1.  | 1 marca     | 1984 | Oberhof     | Bieg indywidualny na 20 km | 1.     | 1+0+0+0 | 1:05:26,5  | –       | –                   |
| 2.  | 10 stycznia | 1985 | Mińsk       | Bieg indywidualny na 20 km | 2.     | 2       | 1:05:04,0  | +1:04,0 | Andriej Zienkow     |
| 3.  | 12 stycznia | 1985 | Mińsk       | Sprint na 10 km            | 1.     | 2       | 32:17,2    | –       | –                   |
| 4.  | 14 lutego   | 1985 | Ruhpolding  | Bieg indywidualny na 20 km | 1.     | 0+0+0+0 | 57:30,3    | –       | –                   |
| 5.  | 3 marca     | 1985 | Lahti       | Sprint na 10 km            | 2.     | 0+1     | 34:32,2    | +1:31,2 | Frank-Peter Roetsch |
| 6.  | 21 lutego   | 1987 | Canmore     | Sprint na 10 km            | 1.     | 0+0     | 26:27,7    | –       | –                   |
| 7.  | 11 lutego   | 1989 | Feistritz   | Sprint na 10 km            | 3.     | 0+1     | 28:08,7    | +24,0   | Frank Luck          |
| 8.  | 4 marca     | 1989 | Hämeenlinna | Sprint na 10 km            | 2.     | 0+0     | 33:22,7    | +5,7    | Eirik Kvalfoss      |
| 9.  | 19 stycznia | 1990 | Anterselva  | Sprint na 10 km            | 1.     | 0+0     | 28:50,6    | –       | –                   |
| 10. | 27 stycznia | 1990 | Ruhpolding  | Sprint na 10 km            | 1.     | 0+1     | 27:28,3    | –       | –                   |
| 11. | 3 lutego    | 1990 | Walchsee    | Sprint na 10 km            | 1.     | 0+0     | 26:59,1    | –       | –                   |